# عبد الجميل شاه (سلطان فهغ)
السلطان عبد الجميل شاه الأول ابن السلطان محمد شاه (توفي 1512) هو السلطان الثالث لفهغ، حكم من 1495 إلى 1512. جكم بالاشتراك مع ابن عمه الشاب منصور شاه الأول الذي اعتلى العرش صغيرًا بعد تنازل والده أحمد شاه الأول عن الحكم عام 1495.
يُعرف باسم راجا جميل، وهو الابن الأكبر لسلطان فهغ الأول محمد شاه من قبل زوجته مينجندرا بوتري. بعد تنازل عمه أحمد شاه الأول وإعلان ابن عمه راجا منصور بصفته السلطان الجديد عام 1495، تولى راجا جميل وصاية السلطان الشاب. ثم عينه سلطان ملقا محمود شاه سلطانًا لفهغ، وحكم بالاشتراك مع منصور شاه.

## فترة حكمه
أشرف عبد الجميل شاه على استعادة العلاقات بين فهغ وملقا، وفي عام 1500 تعاونت الدولتان على هزيمة راجا ليغور الذي أمره سيام بمهاجمة فهغ. كانت هذه هي محاولة سيام الأخيرة لغزو فهغ. وفي عام 1511 سقطت ملقا في يد الإمبراطورية البرتغالية. وهرب محمود شاه إلى موار في جوهر ثم إلى فهغ حيث استقبله بحرارة عبد الجميل شاه. توفي عبد الجميل شاه في بيكان بعد ذلك بعام.